# Salmanasar al V-lea
Salmanasar al V-lea a fost rege al Asiriei și al Babilonului din 727 până în 722 î.Hr. La început este menționat ca guvernator al Zimirrei în Fenicia pe timpul domniei tatălui său, Tiglatpalasar al III-lea. Nu se cunosc prea multe despre acest suveran.
După moartea tatălui său i-a urmat la tronul Asiriei în ziua a 25-a a lunii tebet 727 î.Hr.și și-a schimbat numele originar Ululayu cu numele sub care este cunoscut. Deși s-a sugerat că și-a păstrat numele Ululayu în calitate de rege al Babilonului, aceasta nu a fost consemnat în nici o sursă oficială autentică.
Biblia îi atribuie cucerirea definitivă a regatului Samariei și deportarea israeliților. Conform Cărților Regilor (Cartea II, capitolele 17–18) Salmanasar l-a acuzat pe Osia, regele Israelului, că ar fi conspirat împotriva sa trimițând mesaje faraonului egiptean Osorkon al IV-lea, și l-a capturat. Egiptenii au încercat să-și lărgească influența în Israel, pe atunci cârmuit de regi vasali ai Asiriei, îndemnându-i să se răscoale împotriva asirienilor și acordându-le un oarecare sprijin militar. După un asediu de trei ani Salmanasar a cucerit orașul Samaria. Populațiile pe care el le-a deportat în diferite ținuturi ale imperiului (precum și cele deportate cu circa zece ani mai devreme de către Tiglatpalasar al III-lea) sunt cunoscute ca „Cele Zece Seminții Pierdute ale Israelului". Populațiile pe care el le-a așezat în Samaria au dat naștere, conform unui comentariu în Biblie, samaritenilor de mai târziu. De asemenea este menționat în primul capitol al cărții lui Tobit. Salmanasar a murit în același an, 722 î.Hr., și este posibil că schimburile de populații au fost realizate de succesorul său, Sargon al II-lea.